# Карло Лињ
Карло Лињ (23. мај 1735 – 13. децембар 1814) је био аустријски фелдмаршал белгијског порекла.

## Биографија
Учествовао је у Рату за баварско наслеђе у коме је командовао Лаудоновом претходницом. У Аустријско-турском рату (1788–1791) командује 1789. године корпусом, а при опсади Београда аустријском артиљеријом. Царица Катарина II именовала га је почасним руским фелдмаршалом. Писао је о ратној вештини, војној историји, војсковођама и др. Своје дело објавио је 1813. године у Бечу у 34 тома.